# Северная Грива
Северная Грива — посёлок в Шатурском муниципальном районе Московской области. Входит в состав городского поселения Шатура. Население — 562 чел. (2010).

## Расположение
Посёлок Северная Грива расположен в северной части Шатурского района, расстояние до МКАД порядка 137 км. Высота над уровнем моря 125 м.

## Название
Название происходит от расположения посёлка на одной из песчаных грядовых возвышенностей (гриве) на северных (относительно Шатуры) торфоразработках.

## История
Посёлок возник в XX веке для проведения торфоразработок.
В советское время посёлок находился в административном подчинении рабочего посёлка Керва. В 2004 году после включения Кервы в черту города Шатуры посёлок вошёл в состав Бордуковского сельского округа.
В окрестностях посёлка обнаружено несколько поселений от мезолита до эпохи бронзы, неолитическая стоянка и керамика XVI-XVII века.

## Население
| 2006 | 2010 |
| ---- | ---- |
| 590  | ↘562 |

## Транспорт
Из Северной Гривы в сторону Шатуры ведёт частично асфальтированная автомобильная дорога, по которой через Долгушу и Керву следует автобус № 31 «Шатура–Северная Грива», время пути около 50 минут. Поселок является тупиковым, к северу от него на десятки километров только леса и болота. Имеются грунтовые дороги в сторону городов Петушки и Костерёво Владимирской области, но они сильно разбиты и труднопроходимы. 
Возле Северной Гривы была расположена станция Лосево узкоколейной железной дороги ОАО «Шатурторф» (в настоящее время ликвидирована).